# Jaime Gonçalves
Pour les articles homonymes, voir Gonçalves.
Jaime Gonçalves est un footballeur portugais né le 6 février 1899 à Lisbonne et mort à une date inconnue. Il évoluait au poste d'attaquant.

## Biographie

### En club
Jaime Gonçalves est joueur du Sporting CP pendant toute sa carrière,.
Il est vainqueur du Championnat du Portugal en 1923, à une époque où la première division portugaise actuelle n'existait pas, son format se rapproche beaucoup de l'actuelle Coupe du Portugal.

### En équipe nationale
International portugais, il reçoit deux sélections dans le cadre d'amicaux en équipe du Portugal pour un but marqué.
Le 17 décembre 1922, il joue et marque un but contre l'Espagne (défaite 1-2 à Lisbonne). 
Le 17 mai 1925, il joue à nouveau contre l'Espagne (défaite 0-2 à Lisbonne).

## Palmarès
Avec le Sporting CP :
- Vainqueur du Championnat du Portugal (ancêtre de la Coupe du Portugal) en 1923
- Champion de Lisbonne en 1922, 1923 et 1925